# Stevie Chalmers
Stevie Chalmers (26. prosince 1936, Glasgow – 29. dubna 2019) byl skotský fotbalový útočník.

## Klubová kariéra
Hrál skotskou ligu za Celtic FC, Greenock Morton FC a Partick Thistle FC. V Poháru mistrů evropských zemí nastoupil v 18 utkáních a dal 6 gólů, v Poháru vítězů pohárů nastoupil ve 14 utkáních a dal 5 gólů, v Poháru UEFA nastoupil v 6 utkáních a dal 2 góly a v Interkontinentálním poháru nastoupil v 1 utkání. V sezóně 1966/67 byl nejlepším střelcem skotské ligy. V letech 1966 až 1971 získal s Celtikem 6 mistrovských titulů v řadě a v roce 1967 byl autorem vítězného gólu ve finále Poháru mistrů evropských zemí. S Celtikem získal čtyřikrát skotský pohár a třikrát skotský ligový pohár. Je pátým nejlepším střelcem Celtiku v historii.

## Ligová bilance
| Ročník                  | Zápasy | Góly | Klub               |
| ----------------------- | ------ | ---- | ------------------ |
| 1. skotská liga 1959/60 | 17     | 14   | Celtic FC          |
| 1. skotská liga 1960/61 | 32     | 19   | Celtic FC          |
| 1. skotská liga 1961/62 | 31     | 12   | Celtic FC          |
| 1. skotská liga 1962/63 | 27     | 11   | Celtic FC          |
| 1. skotská liga 1963/64 | 33     | 29   | Celtic FC          |
| 1. skotská liga 1964/65 | 23     | 9    | Celtic FC          |
| 1. skotská liga 1965/66 | 22     | 14   | Celtic FC          |
| 1. skotská liga 1966/67 | 29     | 24   | Celtic FC          |
| 1. skotská liga 1967/68 | 13     | 9    | Celtic FC          |
| 1. skotská liga 1968/69 | 21     | 11   | Celtic FC          |
| 1. skotská liga 1969/70 | 5      | 2    | Celtic FC          |
| 1. skotská liga 1970/71 | 2      | 2    | Celtic FC          |
| 1. skotská liga 1971/72 | 29     | 7    | Greenock Morton FC |
| 1. skotská liga 1972/73 | 3      | 1    | Greenock Morton FC |
| 1. skotská liga 1972/73 | 21     | 5    | Partick Thistle FC |
| 1. skotská liga 1973/74 | 22     | 1    | Partick Thistle FC |
| 1. skotská liga 1974/75 | 1      | 0    | Partick Thistle FC |
| CELKEM 1. skotská liga  | 339    | 169  |                    |

## Reprezentační kariéra
Za seniorskou reprezentaci Skotska nastoupil v letech 1964–1966 v 5 utkáních a dal 3 góly.